# Johannes Kuveenis il Vecchio
Johannes Kuveenis il Vecchio, o Cuevenis o Cuvenes (Brema, 1620 circa – L'Aia, post 1666), è stato un pittore olandese del Secolo d'oro olandese. È noto per le sue nature morte, che raffigurano principalmente pietanze su ripiani in interno e talvolta cacciagione all’aperto.

## Biografia
Le informazioni biografiche di cui disponiamo sono scarse. Le fonti antiche riferiscono che, nativo di Brema, in Bassa Sassonia, durante la guerra dei trent’anni si trasferì all'Aia, dove sposò, nel 1649, Catharina Cornelia van Doesburch e nel 1652 fu genitore di Johannes Kuveenis II, che sarà anch’egli pittore. Divenne membro della locale Gilda nel 1650, prestando anche servizio, nel 1655, nella relativa milizia. All’Aia operò fino al 1659 per poi trasferirsi, intorno alla metà del settimo decennio, ad Amsterdam. La data della sua morte, avvenuta all'Aia, non è certa, ma si presume sia di poco successiva al 1666.

## Attività artistica
Di Kuveenis si conoscono ad oggi pochi lavori di sicura paternità, sebbene si abbia notizia di pagamenti, avvenuti nel 1650, a seguito della vendita di suoi dipinti in aste organizzate presso la Gilda dell’Aia. L’esiguità di un corpus certo di opere firmate ha finora ostacolato l’avvio di uno studio critico monografico sull’artista.
Le sue rappresentazioni di natura morta fanno perno su frutta e vegetali, pesci, cacciagione e oggetti commestibili della quotidianità, su semplici tavole, e risultano scevre da connotazioni simboliche o allegoriche. Pur nella sua essenzialità di forme e di struttura compositiva, nel panorama di pittori di nature morte fiammingo-olandesi della prima metà del secolo Kuveenis può essere annoverato, con Floris van Schooten, nella categoria dei cosiddetti ‘pittori decorativi’ olandesi, al pari dei fiamminghi Frans Snyders e Jan Fyt, che negli stessi anni elaborano opulente composizioni di natura morta. Firmava come "J. Kuveenis", con la J talvolta sovrapposta su una O per formare il monogramma JO (per Johannes).

## Opere

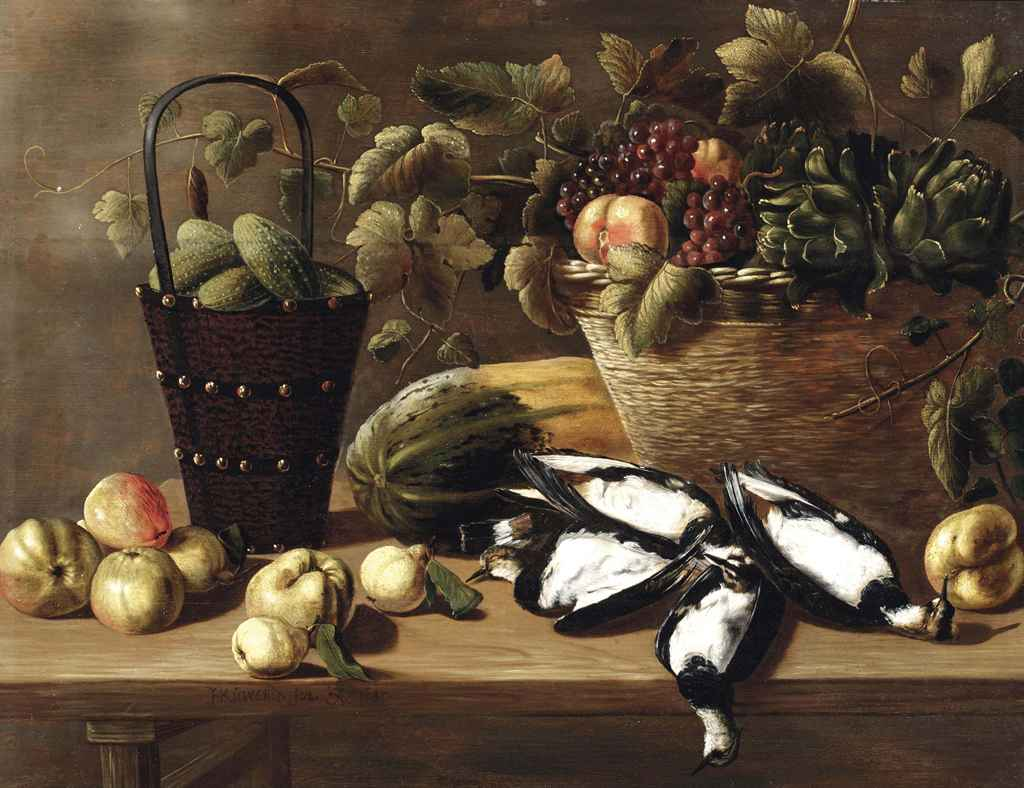
Natura morta di frutta e verdura con quattro pavoncelle su un tavolo di legno, 1645

- Natura morta di pesce e brocca di ceramica su un tavolo[5], olio su tavola, 43 × 58 cm, Museo Fries, Leeuwarden, Paesi Bassi.
- Mele, pere, un melone, un secchio con cetrioli e un cestino con uva, pesche e carciofi, su un tavolo di legno con quattro pavoncelle[6], datato 1645, olio su tavola, 71,6 × 93,4 cm.
- Natura morta con aringa, formaggio, granchio e uccelli, datato 1645[7], olio su tavola, 49 × 65 cm.
- Natura morta con vari pesci, una conchiglia, una brocca di terracotta e altri oggetti, su un tavolo di legno[8], datato 1647, olio su tavola, 58 × 68,5 cm.
- Scena di caccia con un segugio, un airone morto, selvaggina piumata, una gabbia per uccelli e un fucile[9], olio su tela, 170,2 × 220,3 cm.